# Movimiento Socialista Militante
El Militant Socialist Movement es un partido político de centro izquierda en Mauricio. Junto con el Partido Laborista (PTR) y el Movimiento Militante Mauriciano (MMM) es considerado uno de las agrupaciones más grandes del país.
Fue fundado en 1983 por Sir Anerood Jugnauth, quien se desempeñó en el cargo de primer ministro tres veces, por un total de dieciséis años (1982-1995, 2000-2003 y nuevamente desde 2014). A su vez,  fue presidente entre 2003 y 2012. Lideró el MSM hasta el 2003, cuando su hijo, Pravind Jugnauth, asumió oficialmente el liderazgo. Pravind Jugnauth se desempeñó como vice primer ministro en el gabinete de su padre, mientras que otros miembros de la familia Jugnauth también han ocupado altos cargos en el gobierno: Lall Jugnauth (exfiscal general ), Ashok Jugnauth (exministro de Salud) y Maya Hanoomanjee (también exministra de Salud). El MSM ha salido victorioso en cinco de las once elecciones que se celebraron el Mauricio desde la independencia, ya sea en solitario o en coalición. Obtiene la mayor parte de su apoyo de la mayoría hindú del país.

## Historia
El Movimiento Socialista Militante surgió en 1983 de la división entre los líderes de los dos principales partidos que componen el gobierno de coalición: el fundador del Movimiento Militante Mauriciano (MMM), Paul Bérenger, y el líder del Partido Socialista Mauriciano (PSM), Harish Boodhoo. Bérenger propuso una enmienda constitucional para transferir los poderes ejecutivos del Primer Ministro al Gabinete como un órgano colegiado. El primer ministro Jugnauth, miembro del MMM, rechazó la propuesta de Bérenger, siendo respaldado por Boodhoo. Bérenger presentó una moción de censura para destituir a Jugnauth y nombrar en su lugar a Prem Nababsing, pero Jugnauth disolvió abruptamente la Asamblea Nacional antes de la votación. El MMM se separó y Jugnauth y sus seguidores se fusionaron con el MSP de Boodhoo para formar el MSM. En 1985, cuatro miembros del movimiento fueron arrestados en los Países Bajos y acusados de contrabando de heroína. El MSM resultó victorioso en las elecciones de 1987 y 1991, en coalición con el MMM.
La coalición con el MMM tuvo una corta duración. En el período previo a las elecciones previstas para 1996, el MMM dejó el gobierno y formó una alianza con el Partido Laborista. Varios miembros de la Asamblea Nacional por el MSM también se movieron a la oposición. Las elecciones terminaron adelantándose hasta 1995. En dichos comicios, la coalición de oposición Laborista-MMM ganó los 60 escaños, dejando a los MSM sin representación parlamentaria. Navin Ramgoolam, del Partido Laborista, se convirtió en primer ministro.
En las elecciones de 2000, la coalición Laborista-MMM se disolvió, y este último pactó con el MSM. La alianza MSM-MMM ganó 54 de los 60 escaños y Jugnauth se convirtió en primer ministro, siendo sucedido por Bérenger en 2003. Sin embargo, Bérenger lideró esta coalición, que ahora incluía al PMSD, a la derrota en las elecciones de 2005, y Ramgoolam volvió a ser Jefe del Gobierno. En 2010, el MSM se unió a la Alliance de L'Avenir, liderada por los laboristas, que ganó las elecciones, y Ramgoolam siguió siendo primer ministro.

## Historia electoral
| Elección | Líder            | Asamblea Nacional | Asamblea Nacional | Posición | Resultado            | Notas                                                                             |
| Elección | Líder            | Candidatos        | Escaños           | Posición | Resultado            | Notas                                                                             |
| -------- | ---------------- | ----------------- | ----------------- | -------- | -------------------- | --------------------------------------------------------------------------------- |
| 1983     | Anerood Jugnauth | 35/60             | 32/70             | 1.º      | Gobierno minoritario | En coalición con Partido Laborista.                                               |
| 1987     | Anerood Jugnauth | 35/60             | 31/70             | 1.º      | Gobierno minoritario | Incluye Partido Laborista y Partido Socialdemócrata.                              |
| 1991     | Anerood Jugnauth | 33/60             | 29/70             | 1.º      | Gobierno minoritario | Incluye Movimiento Militante Mauriciano y Movimiento Laborista Democrático.       |
| 1995     | Anerood Jugnauth | 40/60             | 0/70              | -        | -                    | -                                                                                 |
| 2000     | Anerood Jugnauth | 30/60             | 28/70             | 1.º      | Gobierno minoritario | Incluye Movimiento Militante Mauriciano                                           |
| 2005     | Pravind Jugnauth | 30/60             | 14/70             | 2.º      | Principal Oposición  | Incluye Movimiento Militante Mauriciano y Partido Socialdemócrata.                |
| 2010     | Pravind Jugnauth | 18/60             | 13/70             | 3.º      | En coalición         | Incluye Partido Laborista y Partido Socialdemócrata.                              |
| 2014     | Pravind Jugnauth | 39/60             | 33/69             | 1.º      | Gobierno minoritario | En coalición con Partido Socialdemócrata y Muvman Liberater.                      |
| 2019     | Pravind Jugnauth | 45/60             | 37/69             | 1.º      | Gobierno mayoritario | En coalición con Muvman Liberater, Movimiento Alan Ganoo, y Plataforma militante. |
| 2024     | Pravind Jugnauth | 60/60             | 1/66              | 7.º      | Principal Oposición  | En coalición con Muvman Liberater, Movimiento Alan Ganoo, y Plataforma militante. |